# Су-Сент-Мари Грейхаундз
«Су-Сент-Мари Грейхаундз» (англ. Sault Ste. Marie Greyhounds; Soo Greyhounds) — юниорская канадская хоккейная команда. Играет в Хоккейной лиге Онтарио в западном дивизионе, западной конференции. Базируется в городе Су-Сент-Мари, провинция Онтарио.

## Достижения
- Кубок Джей Росса Робертсона: 1985, 1991, 1992
- Уэйн Гретцки Трофи: 2018
- Мемориальный кубок: 1993
- Бумбаччо Трофи: 1997, 2005, 2008, 2014, 2015, 2017, 2018
- Эммс Трофи: 1983, 1985, 1991, 1992, 1993
- Гамильтон Спектэтор Трофи: 1981, 1983, 1985, 2015, 2018
- Лейдэн Трофи: 1981